# ستارلكوفتسي
ستارلكوفتسي (بالبلغارية: Старилковци)‏ قرية تقع إدارياً ضمن مقاطعة غابروفو في بلغاريا. ويبلغ عدد سكانها 6 نسمة حسب تعداد 15 مارس 2015. تعتمد ستارلكوفتسي للبريد على الرمز البريدي 5343.